# Paeonocanthus tricornutus
Paeonocanthus tricornutus is een eenoogkreeftjessoort uit de familie van de Sphyriidae. De wetenschappelijke naam van de soort is voor het eerst geldig gepubliceerd in 1965 door Kabata.